# Greg Best
Gregory Alan Best (né le 23 juillet 1964 à Lynchburg (Virginie)) est un cavalier américain de saut d’obstacles.

## Biographie
En 1988, il remporte les médailles d'argent en individuel et en équipe aux Jeux olympiques d'été de 1988 à Séoul avec Gem Twist. En 1992, Best subit une chute qui brise son épaule.
Il vient ensuite en Nouvelle-Zélande et concourt pour ce pays. Il devient aussi sélectionneur et entraîneur. Il entraîne la sélection néo-zélandaise aux Jeux olympiques d'été de 2004 à Athènes.
Il est maintenant "coach" aux États-Unis, au Canada et en Nouvelle-Zélande.